# 介值定理
在数学分析中，介值定理（英語：intermediate value theorem，又稱介值定理）描述了連續函數在兩點之間的連續性：
假設 {\displaystyle f:[a,b]\to \mathbb {R} } 為一連續函數。若一實數 {\displaystyle u} 滿足 {\displaystyle (f(a)-u)(f(b)-u)\leq 0}，則存在一實數 {\displaystyle c\in [a,b]} 使得 {\displaystyle f(c)=u}。
介值定理首先由伯纳德·波尔查诺在1817年提出和证明，在這個證明中，他附帶證明了波爾查諾－魏爾斯特拉斯定理。

## 定理

介值定理圖解

### 定理敘述
中間值定理 —  設 {\displaystyle a<b}，且 {\displaystyle f\colon [a,b]\to \mathbb {R} } 為一連續函數。則下列敘述成立：
- 對任意滿足 {\displaystyle (f(a)-u)(f(b)-u)<0} 的實數 {\displaystyle u}，皆存在一實數 {\displaystyle c\in (a,b)} 使得 {\displaystyle f(c)=u}。
- {\displaystyle f} 的值域為一閉區間。

### 证明
先证明第一种情况 {\displaystyle f(a)<u<f(b)}；第二种情况也类似。{\displaystyle }
设 {\displaystyle S} 为所有滿足 {\displaystyle f(x)\leq u} 的 {\displaystyle x\in [a,b]} 所構成的集合。由 {\displaystyle a\in S} 可知 {\displaystyle S} 非空。由於 {\displaystyle S} 具有上界 {\displaystyle b}，故由实数的完备性知 {\displaystyle S} 有最小上界 {\displaystyle c=\sup S}。我们以反证法证明 {\displaystyle f(c)=u}。
- 首先假设 {\displaystyle f(c)>u}。由於 {\displaystyle f} 连续，我們能找到正实数 {\displaystyle \delta } 使得 {\displaystyle \left|f(x)-f(c)\right|<f(c)-u} 對所有 {\displaystyle x\in (c-\delta ,c+\delta )} 均成立。由於 {\displaystyle c=\sup S}，故存在滿足 {\displaystyle c-\delta <y\leq c} 的 {\displaystyle y\in S}；此時 {\displaystyle {\mathopen {|}}y-c{\mathclose {|}}<\delta }，故 {\displaystyle f(y)-f(c)>-(f(c)-u)}，即 {\displaystyle f(y)>u}，與 {\displaystyle y\in S} 矛盾。故原假設 {\displaystyle f(c)>u} 不成立。
- 接著假设 {\displaystyle f(c)<u}。由於 {\displaystyle f} 连续，我們能找到正实数 {\displaystyle \delta } 使得 {\displaystyle \left|f(x)-f(c)\right|<u-f(c)} 對所有 {\displaystyle x\in (c-\delta ,c+\delta )} 均成立。設 {\displaystyle y=c+\delta /2}；此時 {\displaystyle f(y)-f(c)<u-f(c)}，即 {\displaystyle f(y)<u}，故 {\displaystyle y\in S}。這會導致 {\displaystyle c} 不是 {\displaystyle S} 的上界，矛盾。故原假設 {\displaystyle f(c)<u} 不成立。

因此{\displaystyle f(c)=u}。

## 與實數完備性的關係
此定理仰賴於實數完備性，它對有理數不成立。例如函數{\displaystyle f(x)=x^{2}-2}滿足{\displaystyle f(0)=-2,f(2)=2}，但不存在滿足{\displaystyle f(x)=0}的有理數{\displaystyle x}。

## 零点定理（波尔查诺定理）
零点定理是介值定理的一种特殊情况－如果曲線上兩點的值正負號相反，其間必定存在一個根：
设函数{\displaystyle f(x)}在闭区间{\displaystyle [a,b]}上连续，且{\displaystyle f(a)\cdot f(b)<0}，则必存在{\displaystyle \xi \in (a,b)}使{\displaystyle f(\xi )=0}成立。由於零点定理可用來找一方程式的根，也稱為勘根定理。伯纳德·波尔查诺於1817年證明了這個定理，同時證明了這個定理的一般情況（即介值定理）。以現代的標準來說，他的證明並不算是非常嚴格。

## 现实世界中的意义
介值定理意味着在地球的任何大圆上，温度、压强、海拔、二氧化碳的浓度（或其他任何连续变化的变量），总存在两个对蹠点，在这两个点上该变量的值是相同的。
证明：取f为圆上的任何连续函数。通过圆的中心作一条直线，与圆相交于点A和点B。设d为f(A) − f(B)的差。如果把这条直线旋转180度，将得到值−d。根据介值定理，一定存在某个旋转角，使得d = 0，在这个角度上便有f(A) = f(B)。
这是一个更加一般的结果——博苏克-乌拉姆定理的特殊情况。